# VM i ishockey 1996
Verdensmesterskabet i ishockey 1996 var det 60. VM i ishockey, arrangeret af IIHF. Der var 39 deltagende hold ved mesterskabet, hvilket var en tangering af den hidtidige deltagerrekord fra VM året før. 
I forhold til året før havde C1-gruppen og C2-gruppen fået deres oprindelige navne (C- og D-gruppen) tilbage. C-gruppen var blevet reduceret fra ni til otte hold, og D-gruppen reduceret fra ti til otte hold, og derfor blev kvalifikationen til D-gruppen genindført.
Mesterskabet blev altså afviklet i fire niveauer som A-, B-, C- og D-VM. De tolv bedste hold spillede om A-VM, mens både B-, C- og D-VM havde deltagelse af otte hold. To af holdene ved D-VM var fundet ved en forudgående kvalifikation, som havde deltagelse af fem hold.
A-VM i Wien, Østrig i perioden 21. april – 5. maj 1996.
B-VM i Eindhoven, Holland i perioden 10. – 20. april 1996.
C-VM i Jesenice og Bled, Slovenien i perioden 22. – 31. marts 1996.
D-VM i Kaunas og Elektrenai, Litauen i perioden 25. – 31. marts 1996.
Kvalifikation til D-VM i Sydney, Australien den 5. – 6. november 1995 og i Metulla, Israel den 27. – 29. januar 1996.
Verdensmesterskabet blev vundet af Tjekkiet, der sejrede for første gang efter opdelingen af Tjekkoslovakiet, der dog tidligere havde vundet syv VM-titler, senest i 1985. I finalen vandt tjekkerne 4-2 over Canada, som dermed vandt VM-medaljer for tredje år i træk. Bronzemedaljerne gik til USA, som i bronzekampen besejrede Rusland med 4-3 efter forlænget spilletid, og som dermed vandt medaljer ved VM for første gang siden 1962. De forsvarende verdensmestre fra Finland måtte en smule skuffende forlade turneringen i kvartfinalen efter nederlag til Canada på 1-3.
| A-VM 1996 | A-VM 1996 |
| --------- | --------- |
| Guld      | Tjekkiet  |
| Sølv      | Canada    |
| Bronze    | USA       |
| 4.        | Rusland   |
| 5.        | Finland   |
| 6.        | Sverige   |
| 7.        | Italien   |
| 8.        | Tyskland  |
| 9.        | Norge     |
| 10.       | Slovakiet |
| 11.       | Frankrig  |
| 12.       | Østrig    |

| B-VM 1996 | B-VM 1996      |
| --------- | -------------- |
| 13.       | Letland        |
| 14.       | Schweiz        |
| 15.       | Hviderusland   |
| 16.       | Storbritannien |
| 17.       | Polen          |
| 18.       | Danmark        |
| 19.       | Holland        |
| 20.       | Japan          |

| C-VM 1996 | C-VM 1996  |
| --------- | ---------- |
| 21.       | Kasakhstan |
| 22.       | Ukraine    |
| 23.       | Slovenien  |
| 24.       | Ungarn     |
| 25.       | Estland    |
| 26.       | Rumænien   |
| 27.       | Kina       |
| 28.       | Kroatien   |

| D-VM 1996 | D-VM 1996   |
| --------- | ----------- |
| 29.       | Litauen     |
| 30.       | Jugoslavien |
| 31.       | Spanien     |
| 32.       | Belgien     |
| 33.       | Sydkorea    |
| 34.       | Bulgarien   |
| 35.       | Israel      |
| 36.       | Australien  |

| Udslået i kval. til D-VM 1996 | Udslået i kval. til D-VM 1996 |
| ----------------------------- | ----------------------------- |
| Tyrkiet                       |                               |
| Grækenland                    |                               |
| New Zealand                   |                               |

| Sport | Spire Denne artikel om sport er en spire som bør udbygges. Du er velkommen til at hjælpe Wikipedia ved at udvide den. |